# Уолш, Майкл Эммет
Майкл Эммет Уолш (англ. M. Emmet Walsh; 22 марта 1935, Огденсберг, Нью-Йорк — 19 марта 2024, Сент-Олбанс, Вермонт) — американский актёр.

## Биография
Майкл Эммет Уолш родился 22 марта 1935 года в Огденсберге (штат Нью-Йорк) в семье таможенника. У актёра ирландские корни. Детство провёл в Вермонте, учился в колледже университета Кларксон.
Дебютировал на Бродвее в 1969 году с Аль Пачино в спектакле «Носит ли тигр галстук?» по пьесе Дона Петерсона.
За 40 лет снялся более чем в 100 кино- и телефильмах. Наиболее известные роли — капитан полиции Брайант в фантастическом нео-нуаре «Бегущий по лезвию» и наёмный убийца Виссер в дебютном фильме братьев Коэнов «Просто кровь», за которую актёр удостоился премии «Независимый дух» в категории лучшая мужская роль.
В 2018 году Уолш был введён в Зал славы характерных актёров своим партнёром по фильму «Бегущий по лезвию» Харрисоном Фордом.
Роджер Эберт высоко оценивал игру актёра, называя Уолша «поэтом подлости».
Уолш умер от остановки сердца в Сент-Олбансе, штат Вермонт, 19 марта 2024 года в возрасте 88 лет, за три дня до своего 89-летия.

## Избранная фильмография
- 1969 — Полуночный ковбой / Midnight Cowboy — пассажир в автобусе
- 1970 — Маленький большой человек / Little Big Man — охранник
- 1971 — Бегство с планеты обезьян / Escape from the Planet of the Apes — помощник генерала Уинтропа
- 1972 — В чём дело, док? / What’s Up, Doc? — арестовывающий офицер
- 1973 — Серпико / Serpico — Галлахер
- 1975 ― Наконец-то любовь / At Long Last Love — Гарольд
- 1977 — Аэропорт ’77 / Airport '77 — доктор Уильямс
- 1977 — Удар по воротам / Slap Shot — Дики Данн
- 1978 — Испытательный срок / Straight Time — Эрл Фэнк
- 1979 — Придурок / The Jerk — сумасшедший
- 1980 — Брубэйкер / Brubaker — К. П. Вудвард
- 1980 — Обыкновенные люди / Ordinary People — тренер Сэлен
- 1981 — Красные / Reds — спикер в клубе либералов
- 1982 — Бегущий по лезвию / Blade Runner — Брайант
- 1983 — Силквуд / Silkwood — Уолт Ярборо
- 1984 — Папа Гринвич-Виллидж / The Pope of Greenwich Village — Бёрнс
- 1984 — Просто кровь / Blood Simple — Лорен Виссер
- 1984 — Без вести пропавшие / Missing in Action — Так
- 1985 — Флетч / Fletch — доктор Джозеф Долан
- 1986 — Дикие коты / Wildcats — Уолт Коус
- 1986 — Зубастики / Critters — Харв
- 1986 — Снова в школу / Back to School — тренер Тёрнбулл
- 1987 — Гарри и Хендерсоны / Harry and Hendersons — Джордж Хендерсон-старший
- 1987 — Нейтральная полоса / No Man’s Land — капитан Хаун
- 1987 — Воспитывая Аризону / Raising Arizona — говорун в автомастерской
- 1988 — Лазутчики / War Party — Колин Дитвелиер
- 1989 — Байки из склепа — Джонас
- 1989 — Красный скорпион / Red Scorpion — Дьюи Фергюсон
- 1989 — Чаттахучи / Chattahoochee — Моррис
- 1990 — Флэш / The Flash — Генри Аллен, отец Барри Аллена (Флэша)
- 1990 — Узкая грань / Missing in Action — сержант Доминик Бенти
- 1992 — Голая правда / The Naked Truth — Гарсиа
- 1992 — Белые пески / White Sands — Берт Гибсон
- 1992 — Равноденствие / Equinox — Пит Петоса
- 1993 — Музыка по случаю / The Music of Chance — Кэлвин Мёркс
- 1994 — Затерянный лагерь / Camp Nowhere — Т. Р. Полк
- 1994 — Отвали! / Cops And Robbersons — эпизод
- 1995 — Стеклянный щит / The Glass Shield — Хэл
- 1995 — Освободите Вилли 2: Новое приключение / Free Willy 2: The Adventure Home — Билл Уилкокс
- 1995 — Пантера / Panther — Дорсетт
- 1996 — Время убивать / A Time to Kill — доктор Басс
- 1996 — Ромео + Джульетта / Romeo + Juliet — аптекарь
- 1997 — Свадьба лучшего друга / My Best Friend’s Wedding — Джо О’Нил
- 1998 — Сумерки / Twilight — Лестер Айвар
- 1999 — Дикий, дикий Вест / Wild Wild West — Коулман
- 2002 — Снежные псы / Snow Dogs — Джордж Мёрфи
- 2004 — Рождество с неудачниками / Christmas with the Kranks — Уолт Шил
- 2005 — Бешеные скачки / Racing Stripes — Вудзи
- 2007 — Большой Стэн / Big Stan — Лю Поппер
- 2009 — Бунтующая юность / Youth in Revolt — мистер Сондерс
- 2009 — Дон Маккей / Don McKay — Самуэль
- 2012 — Ворон / The Raven — Гезельбрахт
- 2014 — Голгофа / Calvary — писатель
- 2014 — Царь скорпионов 4: Утерянный трон / The Scorpion King 4: Quest for Power — Горак
- 2019 — Достать ножи / Knives Out — мистер Пруфрок